# Замок Міллтаун (Корк)
Замок Міллтаун (англ. Milltown Castle, Bruce Castle, Ash Hill Tower) — замок Брюс, зімок Еш Хілл Тауер — один із замків Ірландії, розташований в графстві Корк, в парафії Куліней, в землях Кіллмалок, в баронстві Оррері та Кілмор.

## Історія замку Міллтаун
Землі, де нині стоїть замок Міллтаун у XVI столітті належали аристократам ФіцГіббон та ФіцДжеральд. Нинішня сторуда замку Міллтаун була побудована в середині XVIII століття. У XVIII столітті замок Міллтаун належав Томасу Евансу — молодшому брату І барона Карбері та його синові Ейре Евансу. Шотландська родина з клану Брюс оселилась в землях Бандон графства Корк в середині XVII століття. Замок Міллтаун перейшов у володіння цієї родини в 1752 році внаслідок одруження Джорджа Брюса з племінницею І лорда Карбері — Мері Еванс — сестрою Ейре Еванса. Джордж Брюс був пов'язаний з впливовими фінансистами та банкірами з родини Шарлевіль. Замок Міллтаун був перебудований в 1780 році. У ХІХ столітті була здійснена оцінка нерухомості Ірландії Гріффітом. Згідно даних цієї оцінки родина Брюс володіла в Ірландії землями в графстві Лімерік: в парафії Святого Ніколаса, в баронствах Кланвільям, Оола, Кунах, Еффін, Кошлеа, в графстві Корк: в парафіях Кілмін, Кілбрін, в баронствах Дугаллоу, Шандрам, Оррері, Кілмор. У травні 1863 року було оголошено про продаж маєтків та замків в землях Баллібейн, Дугаллоу. Маєток Льюїса Чарльза Брюса на той час належав леді Ейр Еванс Брюс. У 1870 року Джонатан Брюс з замку Міллтаун володів 454 акрами землі в графстві Лімерік, 440 акрами землі в графстві Корк, 25 акрами землі в графстві Тіпперері. У ХІХ столітті Льюїс описує замок Міллтаун як «гарних особняк у формі замку, перебудований у пізньому англійському стилі». Родина Брюс володіла замком Міллтаун до кінця ХІХ століття. У 1940 році Ірландська туристична асоціація повідомляла, що замком володіє ірландська родина Кін.